# Colotis regina
Colotis regina är en fjärilsart som först beskrevs av Henry Trimen 1863.  Colotis regina ingår i släktet Colotis och familjen vitfjärilar.
Artens utbredningsområde är Namibia. Inga underarter finns listade i Catalogue of Life.

## Bildgalleri

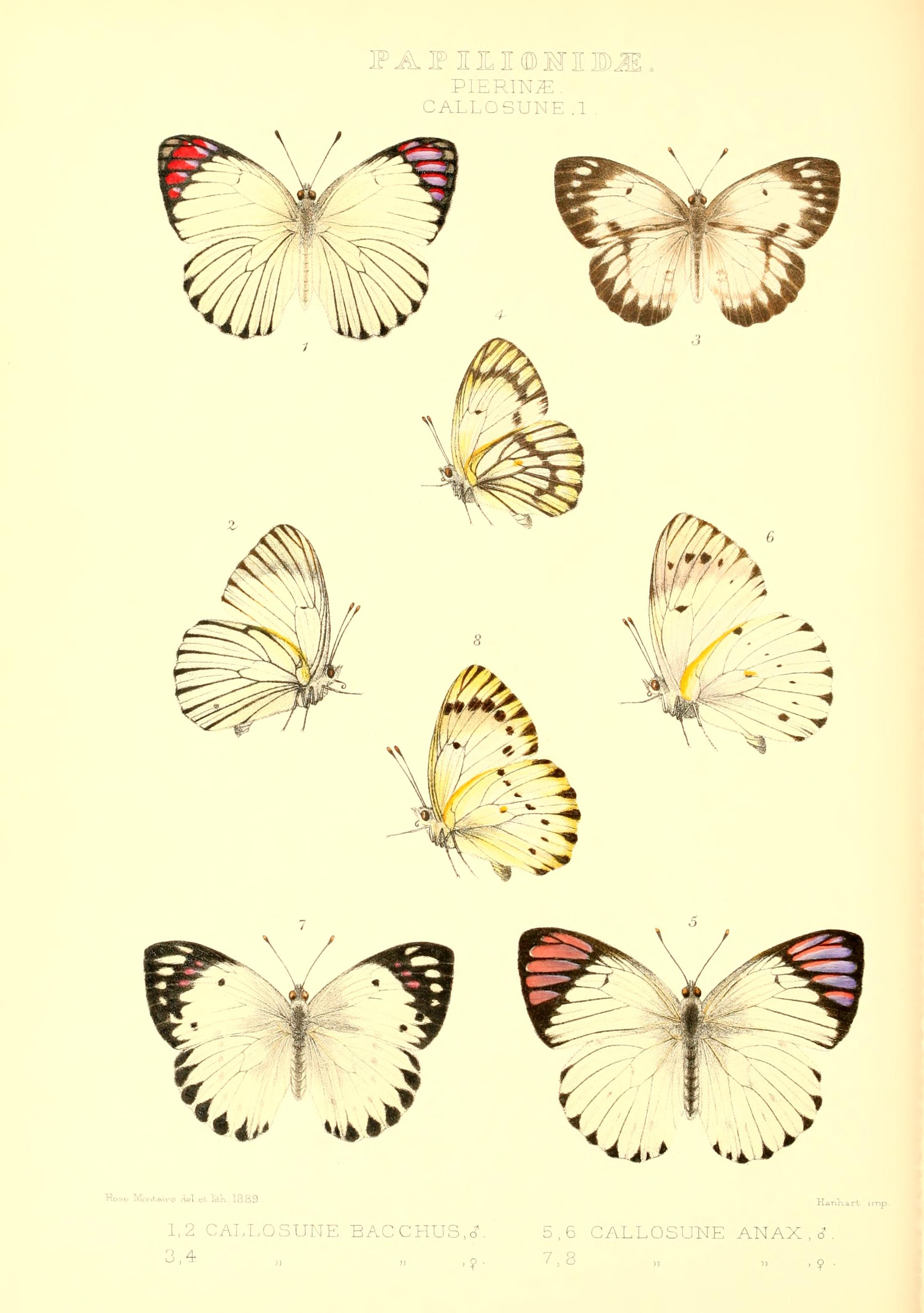